# گاما ماهی پرنده
گاما ماهی پرنده یک ستاره است که در صورت فلکی ماهی پرنده قرار دارد.